# Convenzione basilare sovietico-giapponese
La convenzione basilare sovietico-giapponese (日ソ基本条約?, Nisso Kihon Jōyaku) era un trattato che normalizzava le relazioni tra l'Impero del Giappone e l'Unione Sovietica firmato il 20 gennaio 1925. Le ratifiche vennero scambiate a Pechino il 26 febbraio 1925. L'accordo venne registrato nel League of Nations Treaty Series il 20 maggio 1925.

## Contesto
Dopo la sconfitta dell'Impero russo nella guerra russo-giapponese del 1904-1905, le relazioni di cooperazione tra Russia e Giappone vennero gradualmente ripristinate da quattro serie di trattati firmati tra il 1907 e il 1916. Tuttavia, il crollo della dinastia Romanov, seguito dalla rivoluzione bolscevica e dall'intervento giapponese in Siberia creò una forte sfiducia tra il Giappone e la neonata Unione Sovietica.

## La firma
Il trattato venne firmato da Lev Michailovič Karakhan dell'Unione Sovietica e Kenkichi Yoshizawa del Giappone il 20 gennaio 1925.

## I termini
A seguito di una serie di negoziati tenutisi a Pechino nel 1924 e nel 1925, il Giappone accettò di estendere il riconoscimento diplomatico all'Unione Sovietica e di ritirare le sue truppe dalla metà settentrionale dell'isola di Sachalin. In cambio, l'Unione Sovietica accettò di onorare le disposizioni del trattato di Portsmouth e di riesaminare tutti gli altri trattati tra l'ex Impero russo e il Giappone, inclusa la convenzione sulla pesca del 1907. L'Unione Sovietica concesse all'Impero del Giappone lo status di "nazione più favorita". Nell'articolo VI, il Giappone ricevette il diritto di stabilire concessioni per minerali, legname ed altre risorse naturali.

## Conseguenze
Nel gennaio 1928, Gotō Shinpei visitò l'Unione Sovietica e negoziò per la continuazione delle compagnie di pesca giapponesi nelle acque sovietiche e viceversa. Le compagnie petrolifere e del carbone e la Marina imperiale giapponese investirono nella Sachalin settentrionale, creando le basi per le concessioni. Esportavano carbone e petrolio in Giappone ed importavano attrezzature in Unione Sovietica.
L'Unione Sovietica avrebbe successivamente fornito all'Impero del Giappone concessioni formali di petrolio e carbone nella Sachalin sovietica che vennero ampliate fino al 1939 e durarono fino al 1943. Dopo la deportazione dei coreani in Asia centrale, circa duemila coreani sovietici (o più) rimasero nella Sachalin settentrionale con il preciso scopo di lavorare alle concessioni sovietico-giapponesi (cioè alla joint-venture), confutando la logica dichiarata per la deportazione dei coreani ("impedire l'infiltrazione dello spionaggio giapponese").